# 2012~2013년 오스트레일리아 근해 사이클론
2012~2013년 오스트레일리아 근해 사이클론(2012~2013 Australian region cyclone season)은 2012년 7월 1일에서 2013년 6월 30일 사이에 호주 근해에서 발생한 사이클론을 기록한 문서이다.
이 지역은 5개의 열대저기압 경보 센터(TCWC)가 감시한다. 그 5개 기구는 호주 기상청의 TCWC 퍼스, TCWC 다윈, TCWC 브리즈번, 인도네시아의 TCWC 자카르타, 파푸아뉴기니의 TCWC 포트모르즈비이다.
참고로 호주 근해의 TCWC들은 최대풍속 34kt 미만의 열대 저기압을 "저기압(tropical low)"이라 하므로, 원래 의미의 저기압(low pressure)과 혼동되어서는 안 된다.

## 활동한 사이클론

### 제3호 사이클론 프레다
12월 28일, TCWC 브리즈번에서 남태평양에서 접근 중이던 사이클론 프레다에 03U라는 번호를 지정하였다. 오스트레일리아 근해 해역에 진입했을 당시 세기는 풍속 55 노트, 기압 980 hPa의 2등급 사이클론이였다. 6시간이 채 지나지 않아 다시 남태평양 해역으로 이동하였다. 자세한 내용은 남태평양 문서를 참고하면 된다.

### 제4호 사이클론 미첼
12월 26일, TCWC 퍼스에서 인도네시아 자카르타 남동쪽 1,265 km 부근 해상에서 발생한 약한 저기압을 주시하기 시작했다. 이후 며칠 동안 남남서진하여 점차 더 발달하여 12월 28일 미국 합동태풍경보센터(이하 JTWC)에서 이 저기압을 사이클론 06S로 지정했다. 이 저기압은 계속 발달하여 12월 29일 오전 1등급 사이클론 (오스트레일리아 기상청 기준)의 세기에 이르러 '미첼'(Mitchell)이라는 이름으로 명명되었다. 그러나 많이 발달하지 않고 풍속 40노트, 기압 990 hPa의 세기를 찍은 후, 12월 30일에 저기압으로 다시 약화되었다. 이틀 후인 2013년 1월 1일, 퍼스에서 서쪽으로 멀리 떨어져 있는 상태에서 저기압마저 소멸하였다.

### 제5호 강한 사이클론 나렐
1월 4일에, 티모르해에 위치했던 몬순 기압골 내에서 저기압이 발생하였다. 점차 서진하며 발달하여, 1월 8일에 사이클론 나렐(Narelle)로 상향 조정되었다. 이후 낮은 윈드 시어가 위치해 있는 지역으로 남진하여, 1월 9일 강한 사이클론으로 급격히 발달하였다. 그 이후 이틀동안 사이클론의 구조의 변동이 심하였으나, 이후 구조가 발달하여 1월 11일 풍속 100 kt의 4등급 사이클론으로서 최성기를 맞이하였다. 한편 같은 시각, JTWC에서도 사이클론 나렐이 4등급 허리케인에 맞먹는 115 kt의 1분 평균 풍속을 동반하고 있다고 발표했다. 다음날, 나렐은 오스트레일리아 엑스마우스(Exmouth)에서 북서쪽으로 약 330 km 떨어진 곳을 지나면서 남남서쪽으로 방향을 틀었다. 사이클론은 서서히 약화하여 결국 1월 15일 저기압으로 약화되어 소멸하였다.

사이클론 발생 초기에, 나렐은 많은 비와 바람을 인도네시아에 내렸다. 최소 1만채의 집이 홍수로 피해를 입었고 그 외에도 많은 집이 뇌우로 피해를 입었다. 이 사이클론으로 인해 14명이 사망하였고, 17명이 실종되었다. 한편 오스트레일리아 남부에 지속되던 가뭄이 나렐에 의해 많이 해소되었다.

### 제7호 사이클론 오스왈드
1월 17일, 카펜타리아 만에 한 저기압이 발생하였다. 이 저기압은 높은 해수온과 낮은 윈드 시어가 있는 지역에 위치해 있어 쉽게 발달할 수 있었다. 다음날, TCWC 다윈은 이 저기압이 열대성을 갖는다고 판단하였다. 1월 19일, 이 저기압은 보롤룰라(Borroloola)에 상륙하였다. 1월 20일에는 저기압이 시계방향으로 한 바퀴 회전하여 다시 카펜타리아 만에 진출하였다. 해상에 진출한 이후, 저기압은 빠르게 발달하여 1월 21일 오전 사이클론으로 발달하였다. 이는 발달된 저층 순환과 선명한 밴드의 특징을 묘사한 레이다를 통해 확인할 수 있다. 사이클론 오스왈드는 매우 습한 기단과 만의 따뜻한 바다에 위치해 있어 케이프요크반도(Cape York Peninsula)에 상륙하기 전에 어느 정도 발달할 것이라고 예상되었다. 그러나 명명된 지 12시간 후, 35 kt의 풍속을 동반한 채 코완야마(Kowanyama) 지역에 두 번째 상륙을 해 곧 TCWC 브리즈번에서 마지막 사이클론 정보를 발표하였다. 비록 육상에 있었지만, 사이클론은 순환을 유지할 수가 있었고, 그래서 남서진하면서 재발달하기 시작했다. 1월 23일에는, 강한 대류가 순환 위에 발생했으며 이의 북쪽에 강한 몬순성 흐름이 형성되었다. 이는 동오스트레일리아에 홍수를 일으키는 한 원인이 되었다.
상대적으로 약한 사이클론이였지만, 오스왈드는 퀸즐랜드 주에 상당한 비를 내렸다. 오스왈드로 인해 내린 비의 최대 강수량 기록은 털리(Tully)의 약 1000 mm (1미터)이며, 이 지역에서 48시간 동안 내린 비의 양은 632 mm라고 한다. 또한, 헤이 포인트(Hay Point)라는 곳에서 잠시 동안 풍속 140 km의 토네이도 또는 용승이 발생했다는 것이 알려졌다. 피해 지역에서의 피해액을 집계하면 오스트레일리아 달러로 약 24억 달러 (미국 달러로 약 25억 달러)라고 한다. 오스왈드가 일으킨 홍수로 인해 오스트레일리아에서 6명 이상이 사망하여, 1999년 2월에 발생했던 사이클론 로나-프랭크 이후 가장 인명 피해가 큰 사이클론으로 기록되었다.

### 제8호 사이클론 페타
1월 20일, 오스트레일리아 킴벌리 지역에 위치한 몬순 기압골 내에 약한 저기압이 발생했다. 저기압은 남서진했고, 1월 21일 오후 (AWST, 오전 UTC) 해상에 진입했다. 이후 점차 방향을 서남서쪽으로 틀었고, 1월 23일 오전 (1월 22일 오후 UTC) 다시 남서진하여 필바라(Pilbara) 연안에 접근하기 시작했다. 램버트 곶(Cape Lambert)에서 폭풍 이상의 풍속이 지속되어, 이 저기압은 1월 23일 오전 11시 (오전 3시 UTC) 로번(Roebourne) 북동쪽 64km 부근 해상에서 사이클론 페타 (Peta)로 발달하였다. 그러나 더 이상 발달하지 못하고 같은 날 오후 3시 (오전 7시 UTC)에 로번 동북동쪽 13km 부근 지역에 상륙하여 2시간 후 저기압으로 급격히 약화되었다.
사이클론 페타는 활동 기간이 짧았고 약했으나, 해안과 가까이 위치해 있어 선박과 역외 산업에 혼란을 야기시켰다. 또한 필바라 해안과 포테스큐(Fortescue) 저수지에 폭우가 내려 미약한 홍수가 발생했다.

### 제10호 강한 사이클론 러스티
매든-줄리안 진동(MJO)의 영향으로 2월 22일 오전 (2월 21일 오후 UTC) 몬순 기압골이 남위 13도 동경 122도의 위치에서 약한 저기압을 생성했다. 이 저기압은 발달하면서 남서진하였고, 결국 2월 24일 오후 2시 (오전 6시 UTC)에 포트헤들랜드 북쪽 360 킬로미터 부근 해상에서 사이클론 러스티(Rusty)로 발달하였다. 러스티는 남-남동진하면서 계속 서서히 발달하였으며, 2월 25일 오후 8시 (낮 12시 UTC)에 3등급 강한 사이클론으로 발달하였다. 이 때 러스티는 폭풍 반경이 매우 길어 2월 25일 자정(2월 24일 오후 4시 UTC)부터 39시간 동안 중심에서 북북동쪽으로 210 km 떨어진 포트헤들랜드 공항에까지 폭풍 세기의 풍속이 기록되었다.
강한 사이클론 러스티는 2월 26일 하룻동안 거의 움직이지 않은 가운데 폭풍 반경이 축소되면서 서서히 발달하였다. 러스티는 2월 27일 오전 잠시 4등급 사이클론으로 발달하였으나 다시 3등급 사이클론으로 약화되었다. 이 때 남남동쪽으로의 이동을 재개하였고, 같은 날 오후 5시 (오전 9시 UTC) 시속 200 킬로미터의 강한 돌풍을 동반한 채 파두 스테이션(Pardoo Station) 동쪽 10 km 부근에 상륙하였다. 상륙하자마자 러스티는 급격히 약화되었고, 2월 28일 오후 2시 (오전 6시 UTC)에 사이클론 세기 미만으로 약화되었다.

### 제14호 사이클론 팀
3월 10일, 미국 합동태풍경보센터 (JTWC)에서 케이프요크반도의 끝부분에서 서남서쪽으로 약 426 킬로미터 떨어진 곳에 위치한 저기압을 주시하기 시작했다. 수직 시어가 약해지고 수온이 높은 지역에 진입하면서 이 저기압은 점차 발달하기 시작하였고, 결국 3월 13일 오전 10시 25분 (AEST, 00시 25분 UTC) TCWC 브리즈번에서 이 저기압을 사이클론 팀으로 지정하였다. 케언스 북동쪽 약 440 km 부근에 위치한 팀은 동남동쪽으로 이동 방향을 틀었고, 윌리스섬(Willis Island)를 통과하였다. 3월 14일 오후, 팀은 2등급 사이클론으로 급격히 발달해 95km/h의 돌풍과 984hPa의 중심기압을 기록하였다.

### 제17호 사이클론 빅토리아
4월 7일, MJO의 활성화 시기에 남위 7도 동경 99도 부근에서 몬순 저기압이 발생하였다. 저기압은 남동진하여 4월 9일 오전 오스트레일리아 서부 지역에 진입하였다.
작은 크기 덕분에 이 저기압은 같은 날 오후 사이클론 빅토리아(Victoria)로 급격히 발달하여 다음 날 아침 3등급 사이클론의 세기에 도달하였다. 빅토리아는 상당히 빠르고 지속적으로 남남동진하여 코코스 제도와 크리스마스섬 사이를 통과하였다.
4월 11일 밤 (오후 UTC) 빅토리아는 상층의 악조건과 낮은 해수면 온도로 인해 이전과는 대조적으로 급격히 약화하여 저기압으로 약화되어 4월 12일 소멸하였다.
코코스 제도와 크리스마스섬에 별다른 영향은 없었다.

## 같이 보기
- 2012~2013년 남서인도양 사이클론
- 2012~2013년 남태평양 사이클론
- 2013년 태풍